# Миньківці (зупинний пункт)
Минькі́вці — закритий пасажирський зупинний пункт Козятинської дирекції Південно-Західної залізниці.
Розташований у селі Міньківці Андрушівського району Житомирської області на лінії Брівки — Андрушівка між станціями Брівки (11 км) та Андрушівка (11 км).
Відкритий 1932 року. Закритий у 2025 році.